# Ectropis obsoleta
Ectropis obsoleta là một loài bướm đêm trong họ Geometridae.